# Distantobelus sericeus
Distantobelus sericeus är en insektsart som beskrevs av Capener *poss nom.nud. Distantobelus sericeus ingår i släktet Distantobelus och familjen hornstritar. Inga underarter finns listade i Catalogue of Life.